# Peltosaari (ö i Petäjävesi)
Peltosaari är en ö i Finland. Den ligger i sjön Jämsänvesi och Petäjävesi och i kommunen Petäjävesi i den ekonomiska regionen  Jyväskylä ekonomiska region  och landskapet Mellersta Finland, i den södra delen av landet, 230 km norr om huvudstaden Helsingfors. Öns area är 6,1 hektar och dess största längd är 0,5 kilometer i nord-sydlig riktning.